# 中川三郎
中川 三郎（なかがわ さぶろう、1916年〈大正5年〉3月9日 - 2003年〈平成15年〉10月24日）は、「社交ダンスの父」と呼ばれる日本におけるモダンダンスの創始者。日本タップダンス界の祖。洋舞家。ニューヨーク市立大学シティカレッジ卒。大阪市出身。「日本のディスコの産みの親」とも呼ばれる。
「擬装の麗人」と呼ばれ、昭和の日本の興行界に一大センセーションを巻き起こした。妻は戦前にジャズ歌手として活躍した上村まり子。長男はタップダンサーの中川一郎（本名：大輔）。長女は女優でタップダンサーの中川弘子。次女は女優の中川姿子。三女は「スリー・チャッピーズ」の元メンバー、女優でタップダンサーの中川裕季子（女優当時の芸名：中川ゆき、本名：元子）。

## 経歴
1930年、日本歌劇の創始者である伊庭孝に師事、15歳で伊庭の主宰する歌劇団で初舞台を踏む。学生時代にダンスホールに通う。
慶應義塾大学経済学部予科を経て17歳で単身渡米、ニューヨーク市立大学シティカレッジ（CCNY）卒業。日本人で初めてタップダンサーとしてブロードウェイ・ミュージカルの劇場に出演、成功を修める。
1933年、RCAチェーン劇場にマジソン・ダンサーとして出演。ブロードウェイ・ミュージカル「クォーター・ツ・ナイン」をウィンター・ガーデン劇場で、ズッペの『詩人と農夫』序曲をシンフォニック・タップにアレンジ、ソロ出演。これが、シンフォニー・として大ヒット、シンフォニック・ジャズ台頭の先駆ともいえる記念すべき公演。出演していたスターは、ジーン・パウエル、ドナルド・オコーナーら。1935年、母親の死去により日本に帰国する。
1936年、日比谷公会堂で帰国第1回公演。吉本興業（東京吉本）の専属ダンサーとなる。以後、主に鑑賞用舞台で新しい手法を次々と披露して、一時代を築き、今日のミュージカルの土台を創る。
1937年、日本初のミュージカル映画『鋪道の囁き』に主演。1939年、第二次世界大戦が始まるとダンスホールの閉鎖が相次ぎ、中川もタップダンスの練習をしているとタップの音がモールス信号と疑われスパイ扱いされる。1945年、終戦後の10月に中川はダンスホールを建設したが、来客はGHQ将校ばかりで、食べるのに一生懸命の一般の日本人にはダンスホールは無縁の存在だった。
子供たちは「中川ツルーパース」として活動した。
1955年（昭和30年）、全日本職業舞踊家協会を設立し、初代会長となる。
1958年、中川三郎スタジオ設立。社交ダンス初のスタジオネットワークを展開。
1950、1960年代に社交ダンスの大衆化に貢献。1950年代にはレコード会社とのタイアップでニュー・リズムと称して、毎年新しい音楽とダンスを流行させた。この時に採り上げた音楽・ダンスジャンルとしてはカリプソ、ツイスト、タムレ、サーフィン、ジェンカといったものがある。
1965年、恵比寿に日本初のディスコといわれる「中川三郎ディスコティック」を開業させる。オーナーが中川の三女・ゆきであったことから「ゆき・ア・ゴーゴー」とも呼ばれた。店ではオーディションで選ばれたアマチュア・バンドの演奏やゴーゴーガールと呼ばれる女性の踊りなども繰り広げられ、盛況となった。店は、新宿、有楽町、横浜、熱海へと店舗を展開する。恵比寿店ではザ・テンプターズ、浅野孝已のジュニア・テンプターズやザ・モップス、横浜店ではミッキー吉野が在籍していたベベス、柳ジョージが結成したバンド「ムー」といったような後に著名なバンドを輩出することになった。

## 著書
- 国際的なダンスに強くなる本 - 一日でダンスは踊れる（1963年）
- 踊らんかな!人生（1964年）
- 新しいダンス - キミもすぐ踊れる（1966年）
- ダンスを始める人のために（1966年）
- ダンス元年 - 日本ダンス百十三年全史（1977年）

## 関連文献
- 『ダンシング・オールライフ 中川三郎物語』（1996年 乗越たかお著 集英社）
- 『Step Step by Step 〜中川三郎の流行ダンス史〜』（1999年 乗越たかお著 健友館）